# George Cukor
George Dewey Cukor (n. 7 iulie 1899, New York – d. 24 ianuarie 1983, Los Angeles, California) a fost un regizor de film american.

## Biografie
La început a regizat piese pe Brodway, apoi, în 1929, s-a mutat la Hollywood.

## Filmografie
- 1944 Victoria înaripată (Winged Victory)
- 1944 Lumina de gaz (Gaslight), cu Ingrid Bergman și Charles Boyer
- 1949 Edward, My Son
- 1957 Fetele (Les Girls)
- 1960 Franz Liszt (Song Without End), regia George Cukor și Charles Vidor
- 1964 My Fair Lady, cu Audrey Hepburn și Rex Harrison
- 1976 Pasărea albastră (The Blue Bird)